# 펼 수 있는 전자회로
펼 수 있는 전자회로(Stretchable electronics)는 실리콘이나 폴리우레탄처럼 펼 수 있는 기판에 전자 소자를 부착시켜서 전자 회로를 실장하는 기술이다. 고무 전자회로라고도 한다. 간단한 경우에, 펼 수 있는 전자회로는 단단한 인쇄 회로 기판 (PCB)에서 사용되는 동일한 부품으로 제작할 수 있다. 구현하는 데 필요한 것은 기판을 변경하고 내부연결은 단단한 인쇄 회로 기판이나 플렉서블 전자회로보다 유연하게 펼 수 있도록 만들어야 한다. 일반적으로 폴리머는 펼 수 있는 전자회로에서 기판으로 사용된다.
다양한 새로운 제품으로 가능성이 있다: 착용할 수 있으면서 매우 편안한 통합 시스템 옷이나 생체에 거부반응이 없는 의료 시스템으로 사용할 수 있다.

## 같이 보기
- 플렉서블 전자회로